# 昭和町 (昭島市)
昭和町（しょうわちょう）は、東京都昭島市の町名。現行行政地名は昭和町一丁目から昭和町五丁目。住居表示実施済み区域。

## 地理
昭島市の中央部に位置し、南に上川原町、東に松原町、北に代官山と大神町とつつじが丘、東に朝日町、南東に宮沢町と接している。

### 地価
住宅地の地価は、2025年（令和7年）1月1日の公示地価によれば、昭和町1-5-17の地点で24万円/m2、昭和町4-10-16の地点で26万6000円/m2となっている。

## 世帯数と人口
2025年（令和7年）6月1日現在（昭島市発表）の世帯数と人口は以下の通りである。
| 丁目         | 世帯数    | 人口    |
| ------------ | --------- | ------- |
| 昭和町一丁目 | 569世帯   | 1,040人 |
| 昭和町二丁目 | 544世帯   | 893人   |
| 昭和町三丁目 | 607世帯   | 1,287人 |
| 昭和町四丁目 | 361世帯   | 621人   |
| 昭和町五丁目 | 589世帯   | 969人   |
| 計           | 2,670世帯 | 4,810人 |

### 人口の変遷
国勢調査による人口の推移。
| 年                 | 人口  |
| ------------------ | ----- |
| 1995年（平成7年）  | 4,617 |
| 2000年（平成12年） | 4,782 |
| 2005年（平成17年） | 4,915 |
| 2010年（平成22年） | 4,773 |
| 2015年（平成27年） | 4,750 |
| 2020年（令和2年）  | 4,814 |

### 世帯数の変遷
国勢調査による世帯数の推移。
| 年                 | 世帯数 |
| ------------------ | ------ |
| 1995年（平成7年）  | 1,955  |
| 2000年（平成12年） | 2,153  |
| 2005年（平成17年） | 2,234  |
| 2010年（平成22年） | 2,270  |
| 2015年（平成27年） | 2,365  |
| 2020年（令和2年）  | 2,522  |

## 学区
市立小・中学校に通う場合、学区は以下の通りとなる（2024年8月時点）。
- 区域 : 一丁目〜五丁目　各全域
  - 小学校 : 昭島市立光華小学校
  - 中学校 : 昭島市立清泉中学校

## 交通

### 鉄道
- 東日本旅客鉄道（JR東日本）
  -  青梅線
    - 昭島駅

### 道路
- 東京都道220号昭島停車場熊川線

## 事業所
2021年（令和3年）現在の経済センサス調査による事業所数と従業員数は以下の通りである。
| 丁目         | 事業所数  | 従業員数 |
| ------------ | --------- | -------- |
| 昭和町一丁目 | 43事業所  | 510人    |
| 昭和町二丁目 | 122事業所 | 803人    |
| 昭和町三丁目 | 34事業所  | 334人    |
| 昭和町四丁目 | 43事業所  | 561人    |
| 昭和町五丁目 | 66事業所  | 498人    |
| 計           | 308事業所 | 2,706人  |

### 事業者数の変遷
経済センサスによる事業所数の推移。
| 年                 | 事業者数 |
| ------------------ | -------- |
| 2016年（平成28年） | 335      |
| 2021年（令和3年）  | 308      |

### 従業員数の変遷
経済センサスによる従業員数の推移。
| 年                 | 従業員数 |
| ------------------ | -------- |
| 2016年（平成28年） | 3,040    |
| 2021年（令和3年）  | 2,706    |

## 施設
- 昭島市立光華小学校

## その他

### 日本郵便
- 郵便番号 : 196-0015[2]（集配局 : 昭島郵便局[14]）。